# Yoshikazu Minami
Pour l’article homonyme, voir Yoshikazu Minami (joueur de shogi).
Yoshikazu Minami (南 良和, Minami Yoshikazu), né en 1935 à Chichibu, dans la préfecture de Saitama, au Japon, est un photographe japonais, membre de la Société des photographes japonais.

## Biographie
Né à Chichibu, dans la préfecture de Saitama, au Japon, Yoshikazu Minami étudie la photographie à Tokyo et revient vivre dans sa ville natale. Il va s'intéresser aux mœurs et coutumes de sa région et les photographier, année après année, en noir et blanc, prenant soin d'observer et de garder une trace des changements qu'il constate au fil du temps.

## Expositions
- 2013 : Chichibu 30 years - 1957-1991, JCII photo salon, Chichibu

## Livres
- Paysans dans un village de campagne, 150 photographies noir et blanc, éditions Shinsen-sha, Tokyo, 1972

## Récompenses et distinctions
- Prix Ken Domon
- Prix Nobuo Ina